# Prickskytt

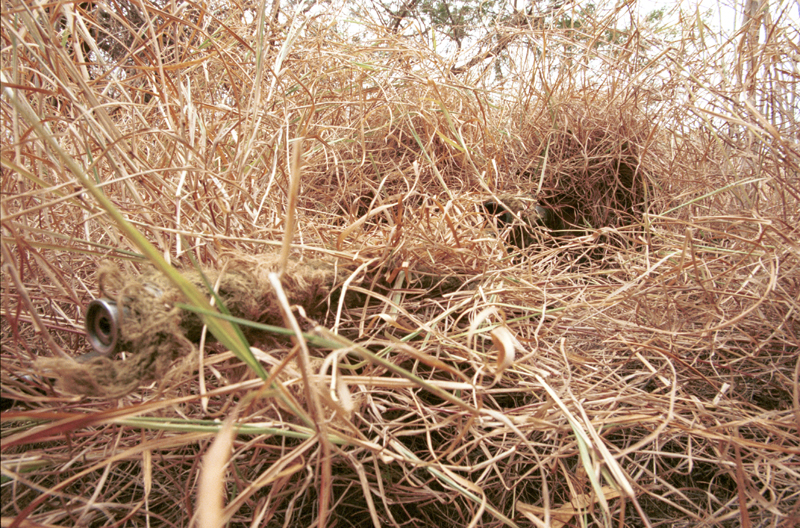
Kamouflerad prickskytt.

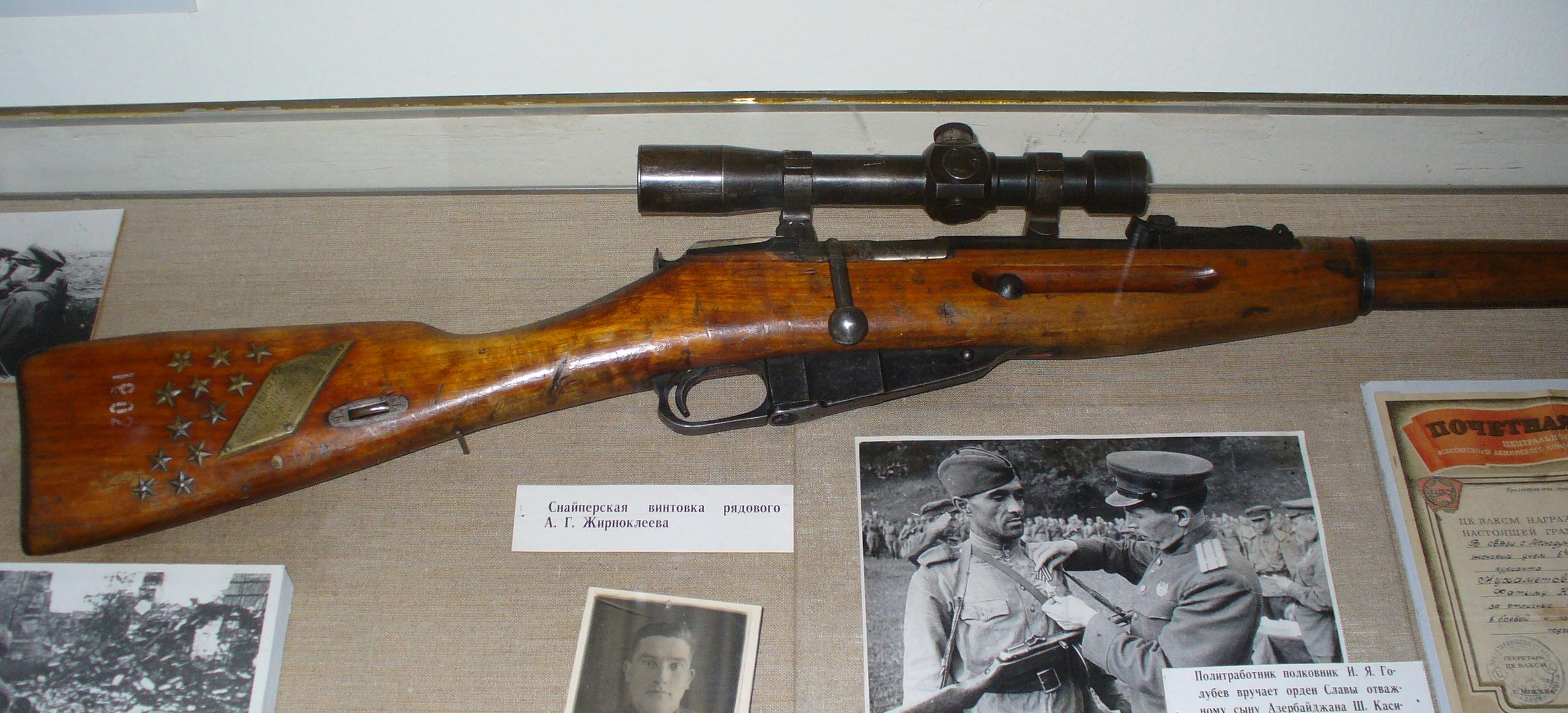
Ryskt Mosin-Nagant-gevär i prickskytteversion från andra världskriget (använt av Vasilij Sajtsev).

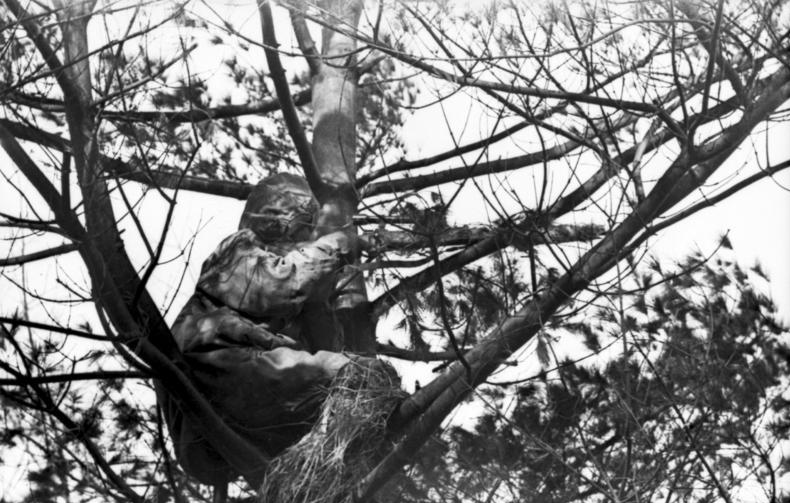
Tysk prickskytt 1943.

Prickskytt (engelska: sniper) är en militär befattning vars uppgift är att observera och bekämpa mål på mycket långa avstånd från en gömd eller annars oåtkomlig position med finkalibrig, eller i speciella fall, mellankalibrig eld. Syftet med detta är att kunna nedkämpa mål utanför fiendens egna syn- och skjutfält; med andra ord ska fienden varken kunna se eller skjuta tillbaka på prickskytten medan de ligger i dess skottlinje.
Utbildning för befattningen ges enbart till särskilt uttagna individer som visat goda förutsättningar för uppdraget. Prickskyttar är traditionellt utrustade med specialutrustning för att utföra sitt uppdrag. Bland annat brukar de traditionellt vara utrustade med ett så kallat prickskyttegevär som huvudsakligt tjänstevapen. Prickskyttegevär är vanligen repetergevär eller automatgevär som försetts med förstorande optiskt riktmedel, då vanligen kallat kikarsikte eller prickskyttesikte. I vissa fall används även kulsprutor eller mellankalibriga kanoner (då vanligen kaliber 20 till 23 mm) för att utföra prickskytteuppdrag.
Prickskyttar arbetar primärt i grupper om två eller fler där minst en har utbildning och befattning som spanare (alternativt kallat signalist eller liknande), vars uppgift är att hitta mål och beräkna måldata (avstånd, vindmotstånd, etc) åt prickskytten för att hjälpa denna träffa målet. Detta görs primärt med en kikare försedd med avståndsmätare.

## Felaktiga synonymer
En term som ofta används som synonym för prickskytt är ”krypskytt”, samt det besläktade ”smygskytt”, vilka ursprungligen eller egentligen avser tjuvjägare – någon som begår ”krypskytte, smygjakt, jakt i smyg” (jämför danska: krybskytte, norska: krypskytter).
Krypskytt samt smygskytt är ingen militär befattning eller ordentligt lagd militär term, likaså krypskytte, utan begreppen har fått överförd betydelse från prickskyttars natur som dolda skyttar, ofta nog liggande på mage (krypandes), men även vidare som "person som skjuter från gömställe eller bakhåll och dylikt", vanligen i fråga om gerillakrigföring.
Krypskytt och smygskytt avser därav dolda skyttar i allmänhet; till exempel en gömd skarpskytt som agerar ensam eller icke militära mål såsom brottslingar eller terrorister som skjuter från gömd position mot civila eller blåljuspersonal.

## Sverige

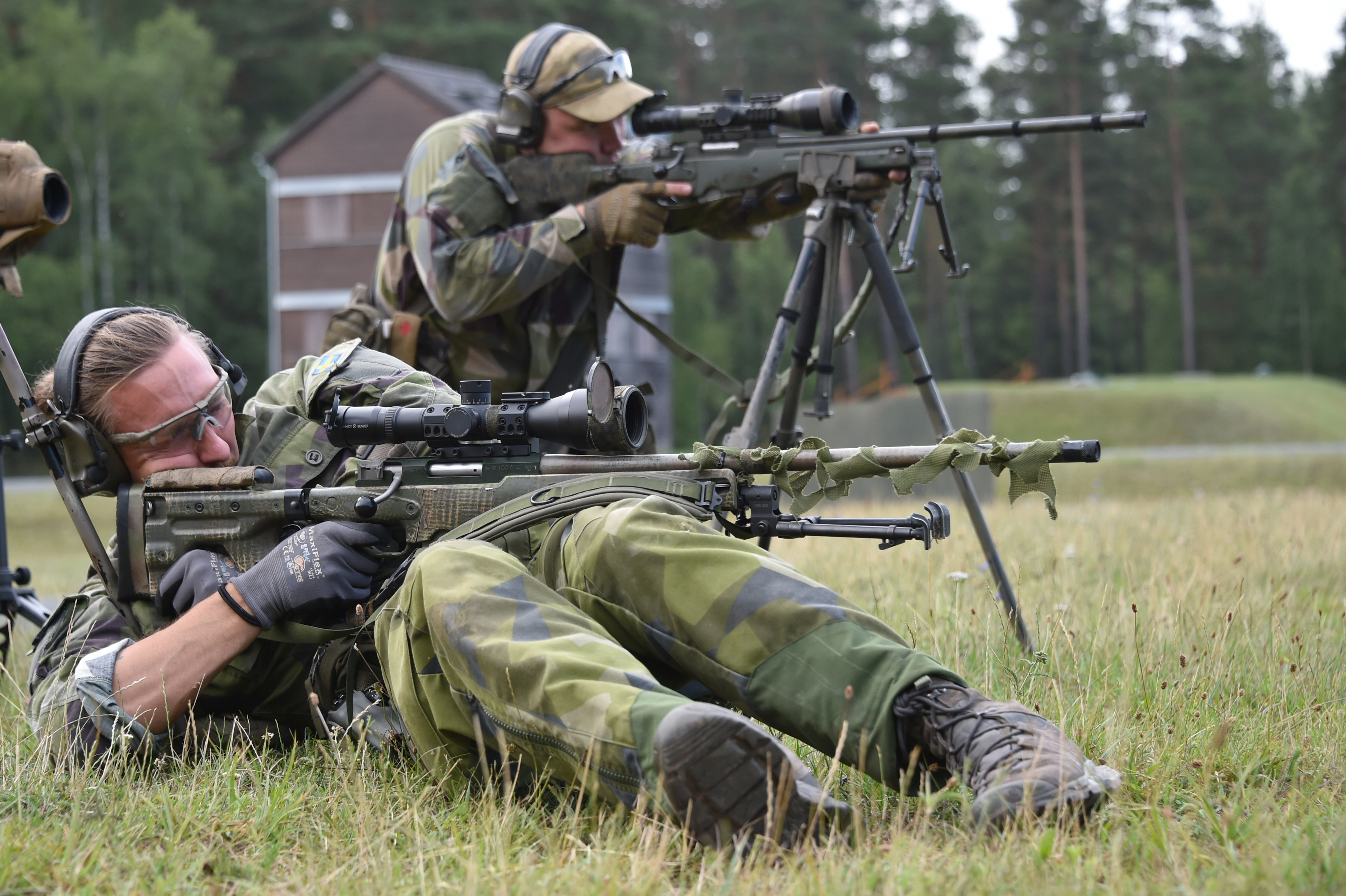
Svensk prickskytt med prickskyttegevär 90 år 2019.

I Sverige finns en lång tradition av det som tidigare kallades skarpskytte, det vill säga förmågan att kunna avge välriktad eld. Civilt märks, förutom jakten, en sedan 1800-talets senare hälft omfattande tränings- och tävlingsverksamhet i skytte. Militärt infördes redan i slutet av 1700-talet speciella skarpskytteenheter på regementsnivå. 
Under första världskriget utvecklade stormakterna såväl taktiken som tekniken kraftigt och man började tala om prickskyttar (engelska snipers). Efter kriget avsåg Sverige att införa denna modell av prickskytte och anskaffade ett försöksgevär fm/23 med tung pipa och dioptersikte. Dessa avvecklades dock med besparingarna i 1925 års försvarsbeslut.
Under andra världskriget uppstod återigen ett behov av prickskyttar och efter hand infördes två prickskyttar per skyttekompani. De utrustades med gevär m/41 som hade ett kikarsikte med tre eller fyra gångers förstoring. Geväret användes av svenska försvaret fram till 1991.
I mitten av sextiotalet infördes Automatkarbin 4 (Ak 4) som huvudbeväpning i fältförbanden. Med detta utgick gevären och därmed även prickskyttarna. I början av sjuttiotalet anskaffades kikarsikten med fyra gångers förstoring till Ak 4 och 1990 infördes Ak 5B med ett fyra gångers optiskt riktmedel. Ingen av automatkarbinerna har dock tillräcklig precision för att vara prickskyttevapen.
Den utbildning som gavs och fortfarande ges är oftast av skarpskyttekaraktär.
Medvetna om den effekt prickskyttar haft i de senaste krigen drev några företrädare i början av 1980-talet frågan om att återinföra prickskyttarna. Som ett resultat av arbetet kunde våren 1983 ett studieförsök med ett tiotal olika repetergevär och halvautomater genomföras. En officer skickades till Storbritannien för prickskytteutbildning. Efter detta började en kravspecifikation att växa fram och leverantörer tillfrågades om deras materiel kunde ändras efter denna. Sex tillverkare av vapen och sikten var intresserade och fick gå vidare till truppförsök 1986–1987. De två bästa systemen togs därefter ut till ett slutförsök, vilket genomfördes 1988–1989. Den materiel som slutligen antogs 1990 var Accuracy Internationals gevär Arctic Warfare (AW) och Hensoldts kikarsikte 10×40. 
AW är en vidareutveckling av firmans PM (Precision Magasin). De främsta förbättringarna är förhöjd funktionssäkerhet i snö och kyla (längsgående spår på slutstycket ger mindre anliggningsyta för is), bättre ergonomi (anpassning av vapnet till svensk soldat och utrustning) och längre livslängd på vapnets delar. Vapnet håller matchkvalitet, det vill säga tävlingsprestanda och tål fältmässig hantering. Den finns spridd i olika versioner och kalibrar till både militära och polisiära enheter över hela världen. Kikarsiktet är från Hensoldt (militär tillverkning av Zeiss) och håller hög klass. Förstoringen är 10 gånger och ljusvärdet i skymning och gryning är högt. Psg 90 används inom Försvarsmakten i flera olika typförband. Idag nyttjas i huvudsak Psg 90B som är utrustad med ny optik från tyska Schmidt & Bender med variabel förstoring mellan 3 och 12 gånger, inklusive nya svensktillverkade kikarfästen, samt med en vikbar kolv för att underlätta transport och vapenvård.

### Utbildande förband i Sverige
Idag utbildas prickskyttar vid:
- Arméns Jägarbataljon (AJB) vid Norrbottens regemente.
- Underrättelsebataljonen vid Livregementets husarer.
- Kustjägarkompaniet på Amfibiebataljonen vid Amfibieregementet
- Flygbasjägarkompaniet vid Blekinge flygflottilj
- 13.Säkerhetsbataljonen (inkl. Säkerhetskompani Sjö) vid Livgardet
- Basskyddkompaniet vid Marinbasen
- Särskilda operationsgruppen

Svenska försvarsmakten är utrustat med två prickskyttevapen, ett repetergevär i kaliber 7,62 × 51 mm NATO (även känd som .308 Winchester) benämnt Prickskyttegevär 90 eller Psg 90 samt ett tyngre vapen, för att skjuta genom pansar/förstöra utrustning på avstånd upp till 1900 meter, benämnt Automatgevär 90 eller AG 90. Psg 90 är en L96A1AW tillverkad av Accuracy International i England, och Ag 90 är ett gevär i kaliber 12,7 × 99 mm NATO från Barret Rifles i USA.
Sedan 2016 har införande av Ak 4D påbörjats. Vapnet är en vanlig Ak 4, modifierad med nytt ställbart axelstöd med kindstöd, nytt handskydd med picatinnyskenor, benstöd och kikarsikte med fyra gångers förstoring. Avsikten är först och främst att vapensystemet skall ersätta Psg 90 som beväpning för hemvärnets skarpskyttar[källa behövs] och som beväpning för de spanare som arbetar ihop med prickskyttar.

## Motmedel
Då det sällan går att lokalisera en prickskytt är de problematiska att bekämpa. Normalt brukar man beskjuta området man tror att prickskytten befinner sig i med olika typer av artilleri eller flygbombning. I vissa fall sätter man in egna prickskyttar mot de fientliga prickskyttarna. Ett alternativt motmedel är att lägga ut rökridå, antingen från fordon bestyckade med rökgranater, rökkastare, rökbomber eller rökbildare, men även från infanteri i formen av rökhandgranater. 
Om man förväntar sig prickskyttar kan man även i förebyggande syfte minera områden som man tänker sig att prickskyttar kan tänkas använda. Detta görs antingen för hand eller med avståndsutlagda minor som sprids från flygplan, helikoptrar eller med raketartilleri.

## På vita duken
- Shooter med Mark Wahlberg
- Sniper med Tom Berenger
- Enemy at the Gates med Jude Law
- American Sniper med Bradley Cooper

## Kända prickskyttar

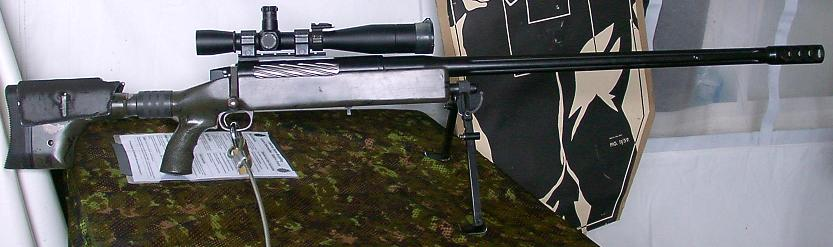
Rob Furlongs McMillan TAC-50 gevär.

- Joseph Gregory , första världskriget och andra världskriget
- Simo Häyhä , finska vinterkriget: världens dödligaste prickskytt genom tiderna.
- Vasilij Zajtsev , andra världskriget
- Marie Ljalková , andra världskriget
- Nina Lobkovskaja , andra världskriget
- Fjodor Ochlopkov , andra världskriget
- Ljudmila Pavlitjenko , andra världskriget
- Roza Sjanina , andra världskriget
- Sepp Allerberger , andra världskriget
- Matthäus Hetzenauer , andra världskriget
- Erwin König , andra världskriget
- Friedrich Pein , andra världskriget
- Bruno Sutkus , andra världskriget
- Helmut Wirnsberger , andra världskriget
- Carlos Hathcock , Vietnamkriget
- Robert Furlong , Afghanistan 2004
- Chris Kyle , Irakkriget
- Craig Harrison, Afghanistan 2009. Känd för att ha träffat en talibansoldat på 2 475 meters avstånd vilket då var världens längsta.[10] Harrisons rekord överträffades år 2017 av en kanadensisk prickskytt i Irak som träffade en IS-soldat på 3 450 meters avstånd.[10]